# Lauriane Lissar
Pour les articles homonymes, voir Lissar.
Lauriane Lissar, née le 6 août 1992 à Saint-Étienne-de-Baïgorry, est une joueuse française de rugby à XV et de rugby à sept évoluant au poste de centre à l'AS Bayonne.

## Biographie
En 2019, elle est convoquée par l'équipe de France lors du Tournoi des Six Nations,. Mais elle ne joue finalement aucun match.